# Krauser
Michael Krauser GmbH, або Krauser — німецька компанія. Заснована у 1924 році в Мюнхені як майстерня зі шліфування циліндрів і ремонту мотоциклів, в наш час займається виробництвом мотоциклетних аксесуарів, а також випуском обмеженої серії мотоциклів і мотоколясок.
З 1972 року почалося виробництво найвідомішого продукту Krauser, мотокофрів для мотоциклів марки BMW.

## Виробництво мотоциклів

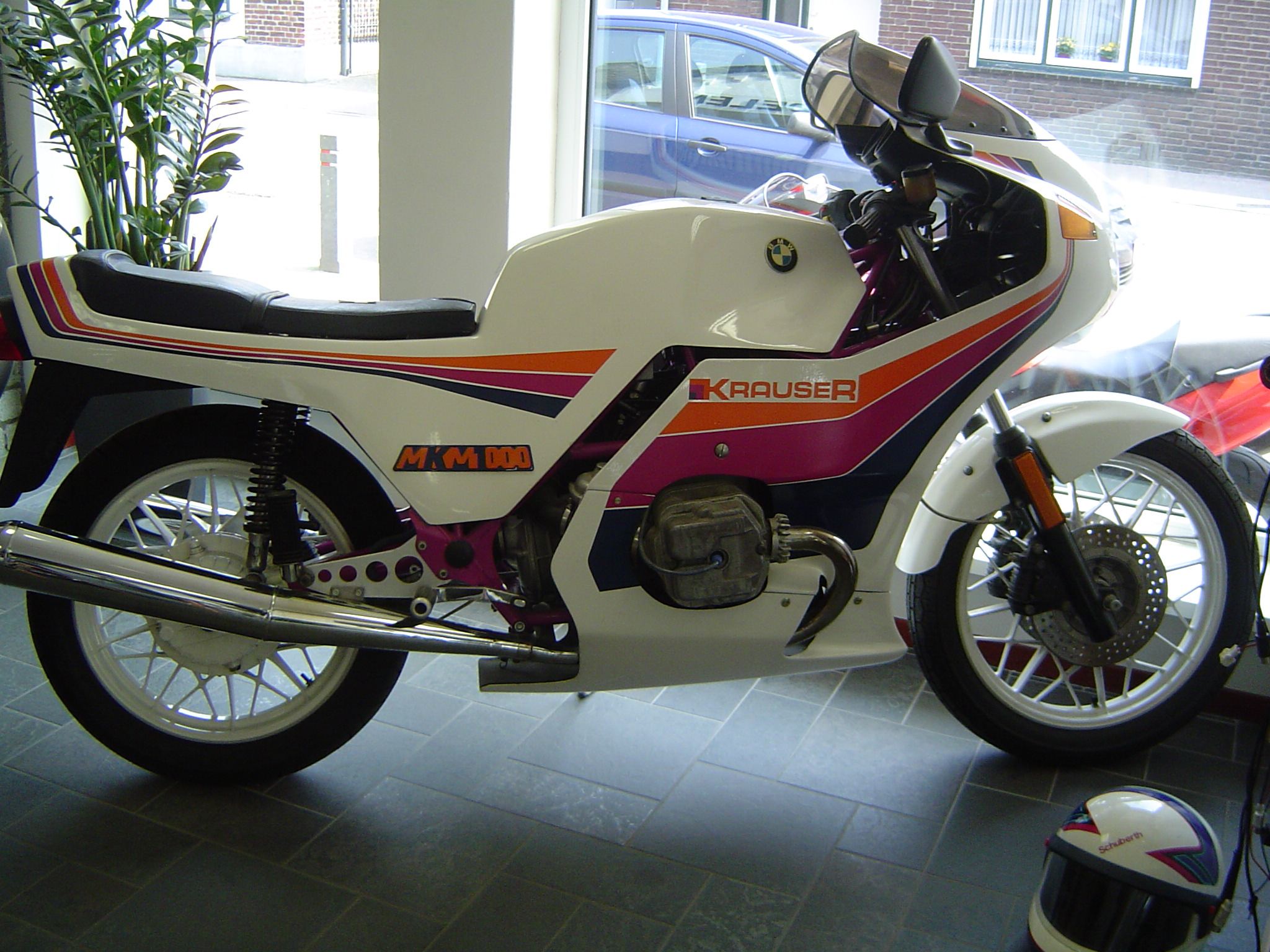
Krauser MKM 1000

У 1980 компанія Krauser випустила обмежену серію мотоциклів (300 одиниць) моделі МКМ 1000, яка була побудована на базі двигуна від BMW R100 (двоциліндровий „боксер“, об'ємом 1000 см³). Головка двигуна була дещо модифікована, що дозволило збільшити його потужність з 70 к.с. до 82 к.с. Окрім вдосконалення двигуна, переробка торкнулась трубчастої рами, колісна база була збільшена на 2,5 см. Обвіс був виготовлений із скловолокна. Маса мотоцикла становила 218 кг, а до 100 км/год він розганявся за 4,7 с. Максимальна швидкість становила 205 км/год, а витрати пального — 23,4 л/100км.

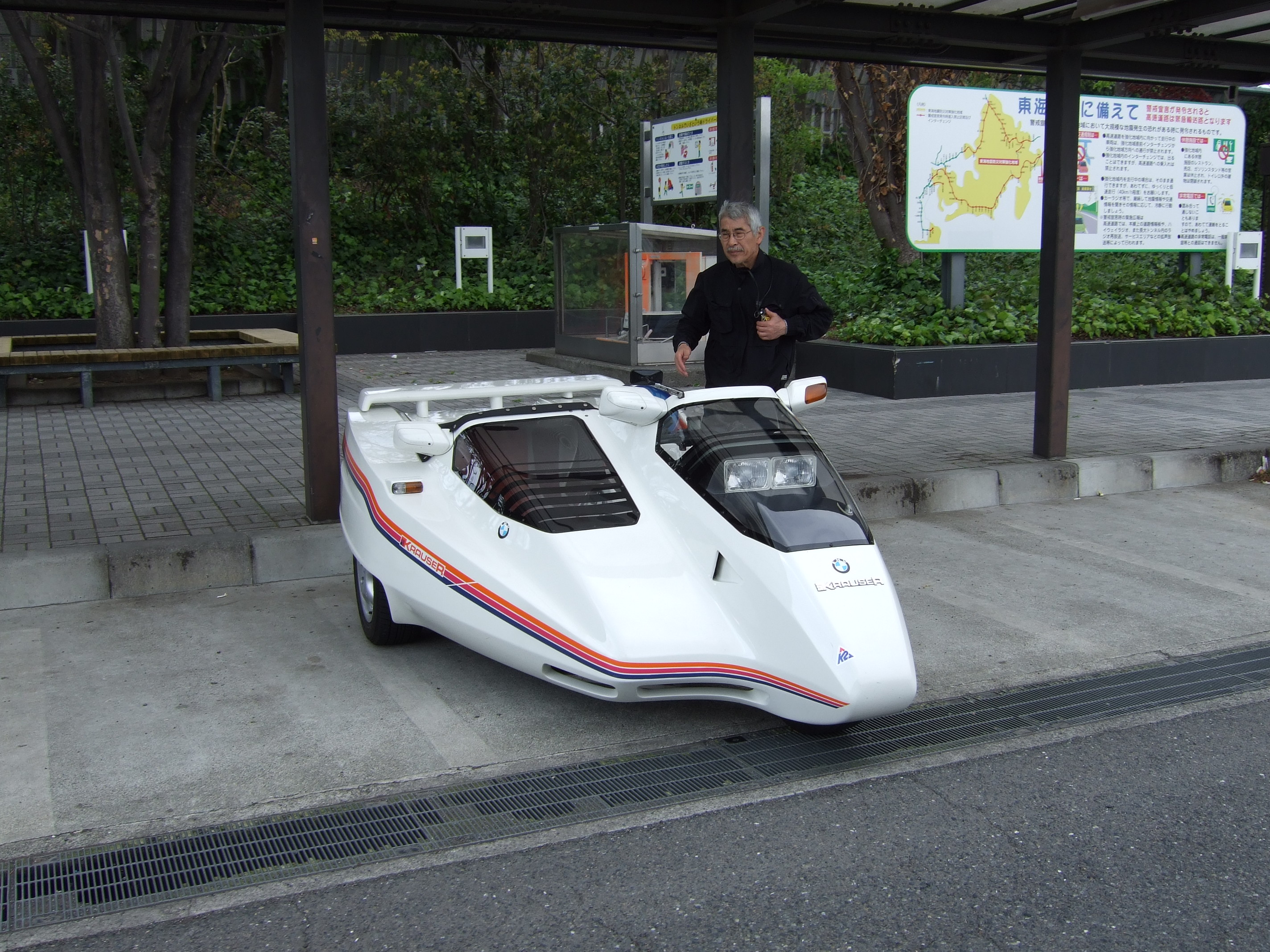
Krauser Domani

У 1989 році була представлена модель мотоцикла з коляскою Domani, оснащена 4-циліндровим двигуном від BMW K100, потужністю 90 к.с., та допрацьована разом із фахівцями LCR. При масі мотоцикла у 390 кг він розвивав швидкість до 200 км/год. Через деякий час з'явилась модель Dopo Domani. Ці моделі випускаються дотепер, щоправда, вони оснащуються двигунами від BMW K1200.

## Участь у змаганнях
У 1980 році Krauser узяла участь у найпрестижніших змаганнях з мотоспорту MotoGP. Вона стала спонсором німецького гонщика Антона Манга, який виступав на Kawasaki KR 250-350. Ця співпраця привела спортсмена до перемоги у класі 250cc. Діяльність «Krauser Racing Team» була розширена з придбанням гоночних департаментів німецьких виробників Kreidler (у 1982 році) та Zündapp (у 1984-му). Колишній Zündapp RM80, вдосконалений фахівцями Krauser, привів швейцарця Штефана Дьорфлінгера до чемпіонства у класі 80cc у 1984-1985 роках та дозволив команді двічі завоювати Кубок Конструкторів (у 1985 та 1989). У 1985 компанія почала розробку 4-циліндрового 2-тактного двигуна (базувався на Yamaha TZ500), що використовувався у змаганнях мотоциклів з колясками. Цей двигун, поміщений у раму LCR, виграв 6 разів поспіль чемпіонат світу у своїй категорії, з 1989 по 1994 рік, завдяки гонщикам Стіву Вебстеру, Алену Мішелю та Рольфу Біланду.
В різний час за «Krauser Racing Team» виступали такі імениті гонщики, як Штефан Дьорфлінгер, Пітер Отль (клас 50cc/80cc), Франсуа Бальде (250cc), Ренді Мамола, Вернер Райнер та Фредді Спенсер (500cc).